# Lepus capensis
La liebre de El Cabo (Lepus capensis) es una especie de liebre o lagomorfo de la familia Leporidae originaria de África e introducida por el hombre en Europa, Oriente Medio, Asia y Australia.

## Subespecies
Se reconocen las siguientes subespecies:
- Lepus capensis capensis
- Lepus capensis aquilo
- Lepus capensis carpi
- Lepus capensis granti
- Lepus capensis aegyptius
- Lepus capensis hawkeri
- Lepus capensis isabellinus
- Lepus capensis sinaiticus
- Lepus capensis arabicus
- Lepus capensis atlanticus
- Lepus capensis whitakeri
- Lepus capensis schlumbergeri